# Radikal 144
Radikal 144 mit der Bedeutung „gehen, Reise“ ist eines von den 29 der 214 traditionellen Radikale der chinesischen Schrift, die mit sechs Strichen geschrieben werden.
Mit 14 Zeichenverbindungen in Mathews’ Chinese-English Dictionary gibt es relativ wenige Schriftzeichen, die unter diesem Radikal im Lexikon zu finden sind.
Vgl. Radikal 60 彳 = Schritt; Radikal 7 二 mit Radikal 6 亅 (bezw. Radikal 1 一 und 丁) ergibt den rechten Teil 亍 = trippeln.
Ein Schritt vorwärts mit dem linken Fuß, ein zweiter mit dem rechten – das deutet das Zeichen an, so wie es jetzt in Gebrauch ist. Es besteht aus zwei nebeneinander gesetzten Teilen, 彳 und 亍; für Schriftzeichenverbindungen werden die zusätzlichen Striche stets zwischen diese beiden Teile gesetzt. Das ursprüngliche Piktogramm zeigt eine Straßenkreuzung, daher auch die doppelte Bedeutung: einmal „gehen“ – die Schritte auf sich kreuzenden Straßen –, dann das „Geschäft“, der „Handel“ – der Ort, wo Ware gekauft und verkauft wird.

## Schriftzeichenverbindungen, die vom Radikal 144 regiert werden
| Striche | Zeichen        |
| ------- | -------------- |
| +0      | 行             |
| +03     | 衍 衎          |
| +04     | 衏             |
| +05     | 衐 衑 術 衔    |
| +06     | 衕 衖 街 衘    |
| +07     | 衙             |
| +09     | 衚 衜 衝       |
| +10     | 衛 衞 衟 衠 衡 |
| +18     | 衢             |

 Im Unicodeblock Kangxi-Radikale ist das Radikal 144 unter der Codepointnummer 12.175 (U+2F8F) codiert.